# Реп’євка (станція, Новоспаський район)
Реп’євка (рос. Репьёвка) — станция в Новоспаському районі Ульяновської області Російської Федерації.
Населення становить 449 осіб. Входить до складу муніципального утворення Красносельське сільське поселення.

## Історія
Від 2004 року входить до складу муніципального утворення Красносельське сільське поселення.

## Населення
| 2010 |
| ---- |
| 449  |